# غوغيتا غوغاو
غوغيتا غوغاو (4 أكتوبر 1983 في جورجيا - ) هو لاعب كرة قدم جورجي في مركز الوسط. شارك مع منتخب جورجيا تحت 21 سنة لكرة القدم ومنتخب جورجيا لكرة القدم. أما مع النوادي، فقد لعب مع تيريك غروزني وديلا غوري ونادي إيرتيش بافلودار ونادي دينامو تبليسي ونادي فولغا نيجني نوفغورود وFC Merani Tbilisi ‏ وجوريا لانتشخوتي ‏ وFC Tbilisi ‏ ونادي ساتورن رامنسكوي وFC Merani Martvili ‏ وسبارتاك نالتشيك ونادي خيمكي ونادي سكا خاباروفسك.

## وصلات خارجية
- غوغيتا غوغاو على موقع قاعدة بيانات كرة القدم.إي يو (الإنجليزية)
- غوغيتا غوغاو على موقع ناشيونال فوتبول تيمز (الإنجليزية)
- غوغيتا غوغاو على موقع Soccerway.com (الإنجليزية)
- غوغيتا غوغاو على موقع عالم كرة القدم.نت (الإنجليزية)